# Edme-Émile Laborne
Edme-Émile Laborne né le 11 janvier 1837 dans le 6e arrondissement de Paris et mort le 21 mai 1913 dans le 9e arrondissement de la même ville est un peintre et dessinateur français.

## Biographie

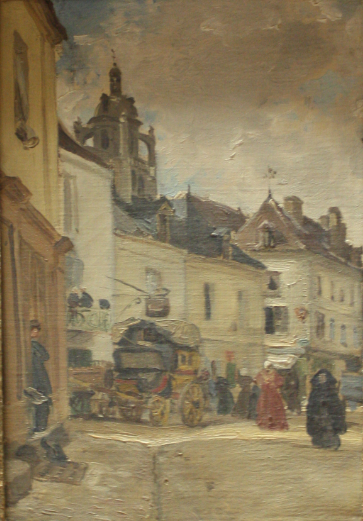
Vue de la tour Saint-Antoine à Loches, musée des Beaux-Arts de Blois.

Ancien étudiant au lycée Henri-IV à Paris, Edme-Émile Laborne est l'auteur d'une thèse pour une licence de droit obtenue en 1859 sous le titre Du louage d'ouvrage et d'industrie. Il devient élève à l'École des beaux-arts de Paris sous la direction du peintre de marine Jules Noël et du peintre Eugène Lacoste. Il expose au Salon à partir de 1865 et jusqu'en 1890.
Peintre de vues urbaines et de paysages, les côtes normandes et la vallée de la Loire eurent ses préférences. Ses paysages de plage et de port peuvent être rapprochés de ceux d'Eugène Boudin. 
Son atelier était situé au 1, rue Joubert dans le 9e arrondissement de Paris.
La vente posthume de son atelier se déroula à Paris le 19 décembre 1927 à l'hôtel Drouot. À cette occasion, le Journal des débats politiques et littéraires  écrivait le 15 décembre 1927 : « […] coloriste consommé, il ajoutait à une réelle justesse de vision un véritable don de rendre les divers effets de la lumière. De ses compositions d’ensembles denses, il n’est pas un détail, ou même un point du décor, qui lui échappe, et il excelle, en outre, à rendre tout mouvement, attitude et physionomie[…] ».

## Œuvres dans les collections publiques
- Béziers, musée des Beaux-Arts : Une rue à Vitré.
- Blois, musée des Beaux-Arts : Vue de la tour Saint-Antoine à Loches, dépôt du musée d'Orsay[6].
- Mulhouse, musée des Beaux-Arts : Marine.